# عريب بن سعيد القرطبي
عريب بن سعيد القرطبي وقيل عريب بن سعد القرطبي (المتوفي عام 369 هـ) مؤرخ وطبيب أندلسي.

## سيرته
ينتمي عريب بن سعيد القرطبي إلى أسرة من المولدين سكنت قرطبة. استعمله الخليفة عبد الرحمن الناصر لدين الله عام 331 هـ على كورة أشونة، ثم اتخذه الخليفة الحكم المستنصر بالله كاتبًا، كما جعله الحاجب المنصور في منصب «خازن السلاح». توفي عريب بن سعيد القرطبي عام 369 هـ.

## آثاره
برز عريب القرطبي كمؤرخ وطبيب، وكانت له كتب مشهورة منها
- تأريخ اختصر فيه تاريخ الطبري، وأضاف إليه أخبار إفريقية والأندلس، وسماه «اختصار تاريخ الطبري».[2]
- «تقويم قرطبة» كتبه عام 349 هـ.
- «خلق الجنين وتدبير الحبالى والمولودين».[3]
- «عيون الأدوية»